# Piccole guerre
(Brani di una lettera di un amico di H.G. Wells)
Little Wars (Little Wars: A Game for Boys from Twelve Years to One Hundred and Fifty and for that More Intelligent Sort of Girl Who Likes Games and Books) è un manuale di gioco scritto da H.G. Wells; è considerato il primo regolamento di wargame tridimensionale moderno. Si tratta di un gioco da tavolo (anche se sarebbe più appropriato definirlo "da pavimento") che ricrea una battaglia con l'uso di soldatini, cannoni a molla giocattolo e miniature di edifici, alberi e altri elementi del paesaggio. Wells era un vero maniaco di questo gioco, nel quale sovente coinvolgeva i suoi ospiti: ne descrisse le regole in due volumi: Floor Games (1911) e Little Wars (1913).
Nel libro sono citate le sole iniziali dell'amico e compagno di giochi che ha aiutato l'autore a sviluppare il sistema di gioco: J.K.J. È facile intuire che si tratta di Jerome Klapka Jerome, lo scrittore e umorista inglese divenuto famoso soprattutto grazie ai romanzi Tre uomini in barca (per tacere del cane) e Tre uomini a zonzo.

## Regole
Il gioco è estremamente semplice, ma richiede, se si seguono alla lettera le istruzioni di Wells, una lunga preparazione.
Lo scrittore costruiva un campo di battaglia all'interno di un quadrato col lato di 5 metri. All'interno, piazzava un'intera cittadina, costruita coi materiali più svariati, dalla cartapesta al cartone da imballaggio. Wells aveva una cura maniacale per i particolari e le sue chiese, i suoi castelli e le sue case avevano grondaie, finestre e travi accuratamente disegnate.

Una volta terminato il campo di battaglia (il che poteva richiedere anche settimane), Wells disponeva ai due lati due eserciti formati ciascuno da 200 soldatini di piombo e 6 piccoli cannoni di ottone. Questi cannoni in miniatura potevano sparare un cilindro di legno di circa 2 centimetri fino a 8 metri di distanza.
I due giocatori, a turno, usavano i cannoni per abbattere i soldatini nemici, oppure facevano avanzare il proprio esercito per raggiungere i cannoni dell'avversario e metterli fuori uso. Gli edifici potevano essere usati come riparo e conquistati, oltre che, naturalmente, abbattuti. Chi perdeva il proprio esercito o tutti i cannoni, perdeva la partita.

## Edizioni
Little Wars venne pubblicato per la prima volta nel 1913 da Frank Palmer. È stato ristampato numerose volte ed è ora disponibile presso il Project Gutenberg. Un'edizione del 2004 pubblicata dalla Skirmisher Publishing LLC include un'introduzione del progettista di giochi Michael J. Varhola e una prefazione di Gary Gygax.
In Italia, il volume arriva con il titolo di Piccole Guerre nel 1990 grazie all'editore Sellerio, in un'edizione curata da Sergio Valzania.